# Livezi
Livezi es una comuna ubicada en el distrito Vâlcea, Rumania.

## Superficie
Posee una superficie de 59,69 kilómetros cuadrados.

## Demografía
Hasta 2021 la población era de 2014 habitantes, con una densidad de población de 33,74 habitantes por kilómetro cuadrado.